# Ходыревские
Ходыревские (пол. Hodyrewski) — дворянский род.
Ведёт начало от Увара Ходыревского, выходца из Польши, владевшего поместьями в Курском у. в начале XVII в. Записан в VI ч. родословной книги Курской губ.

## Описание герба
В щите, имеющем красное поле три реки горизонтально серебром означенные, верхняя более, а нижние две, одна другой менее.
Щит увенчан дворянскими шлемом и короной. Нашлемник: собака, выходящая в левую сторону из золотого ковша. Намёт на щите красный, подложенный серебром. Герб рода Ходыревских внесён в Часть 9 Общего гербовника дворянских родов Всероссийской империи, стр. 66.